# Gustav van Treeck
Gustav Van Treeck (1er juin 1854, Hüls près de Krefeld ; 12 janvier 1930, Munich) est un peintre-verrier allemand.
Fils d'un peintre sur verre, il étudie de 1867 à 1872 à l'Académie des beaux-arts de Nuremberg. À partir de 1873 il travaille à Munich où il établit son atelier de vitraux en 1888. En 1903 il reçoit le titre de « königlich bayerischer Hofglasmaler ».
Gustav Van Treeck réalise principalement des fenêtres en verre au plomb pour des églises en Allemagne, en Suisse et aux États-Unis. Il reçoit les médailles d'or à l'exposition universelle de 1888 à Barcelone ainsi qu'à l'exposition universelle de 1893 de Chicago (1893). L'atelier de vitraux qu'il a fondé à Munich, repris après sa mort pas ses fils Karl, Gustav et Konrad van Treeck existe encore aujourd'hui.

## Sources
- Heinersdorff: Die Glasmalerei. 1914.
- Münchner Neueste Nachrichten (de), N°. 416/1917 (19 août 1917)
- Die christliche Kunst 1929/30 (26. Jg.), page 288

## Source de la traduction
- (de) Cet article est partiellement ou en totalité issu de l’article de Wikipédia en allemand intitulé « Gustav van Treeck » (voir la liste des auteurs).